# Carin Carlsson
Carin Elisabeth Carlsson, född 13 april 1908 i Torshälla, var en svensk operasångerska (alt).
Carin Carlsson var dotter till hantverkaren Karl Erik Karlsson. Hon studerade 1929 vid Musikkonservatoriet och erhöll samma år Edwin Ruuds stipendium och fortsatte därefter sina studier i Berlin för L. Bachner. Hon debuterade 1932 i radio som Maria i Boris Godunov, var 1932–1933 engagerad i Essen, 1933–1934 i Zürich, 1934–1935 i Königsberg, 1935–1939 i Nürnberg och var därefter 1939-1944 knuten till Deutsches Operntheater i Berlin. 1934 uppträdde hon vid Bayreuthfestspelen. Bland hennes roller märks Ortrud i Lohengrin, Brangäne i Tristan och Isolde, Azucena i Trubaduren, Eboli i Don Carlos, Amneris i Aida, Delila i Simson och Delila samt titelrollen i Carmen. Carin Carlsson gästspelade och konserterade bland annat i Stockholm 1940 och 1942. Från 1942 var hon gift med kammarmusikern Carl-Heinz zur Linde i Kassel.
Efter andra världskriget var hon 1947–1968 anställd vid stadsteatern i Kassel och arbetade samtidigt 1951–1954 vid nationalteatern i Mannheim. Hon gästspelade även i Oslo, Amsterdam, Rio de Janeiro och Lissabon.